# Shogun Assassin
Shogun Assassin, in Japan bekend als Kozure Ōkami (子連れ狼), is een Jidaigeki-film gemaakt voor de westerse markt en uitgekomen in 1980. In 2006 is hij hersteld en opnieuw uitgegeven op dvd in Noord-Amerika door AnimEigo.

## Verhaal
Wanneer de vrouw van de zwaardvechter Itto vermoord wordt door ninja's van de shogun, wil hij niet meer leven onder het gezag van de shogun. Hij krijgt de keuze: of het gezag van de shogun aanvaarden of harakiri plegen. Maar hij verzet zich en vermoordt de boodschappers en hun lijfwachten. Hierna trekt hij samen met zijn kind van plaats naar plaats en verhuurt hij zichzelf als assassin, altijd opgejaagd door de ninja's van de shogun.

## Rolverdeling
| Acteur              | Personage                         |
| ------------------- | --------------------------------- |
| Tomisaburô Wakayama | Ogami Itto / Lone Wolf            |
| Kayo Matsuo         | Supreme Ninja                     |
| Minoru Ôki          | Master of Death (als Minoru Ohki) |
| Shôgen Nitta        | Master of Death                   |
| Shin Kishida        | Master of Death                   |
| Akihiro Tomikawa    | Daigoro (als Masahiro Tomikawa)   |

## Gebruik in populaire cultuur
Verschillende audioclips van Shogun Assassin zijn gebruikt op rapper GZA's album Liquid Swords (geproduceerd door RZA. Daarnaast is de film ook te zien in de Kill Bill Volume 2, waarin de protagonist samen met haar vier jaar oude dochter naar de film kijkt als verhaal voor het slapengaan.